# بانبانتو
بانبانتو شهری در شهرستان ساپونه در استان بازگا در بورکینافاسوی مرکزی است و جمعیت آن ۱۱۱۸ نفر است.